# Sustrato (biología)

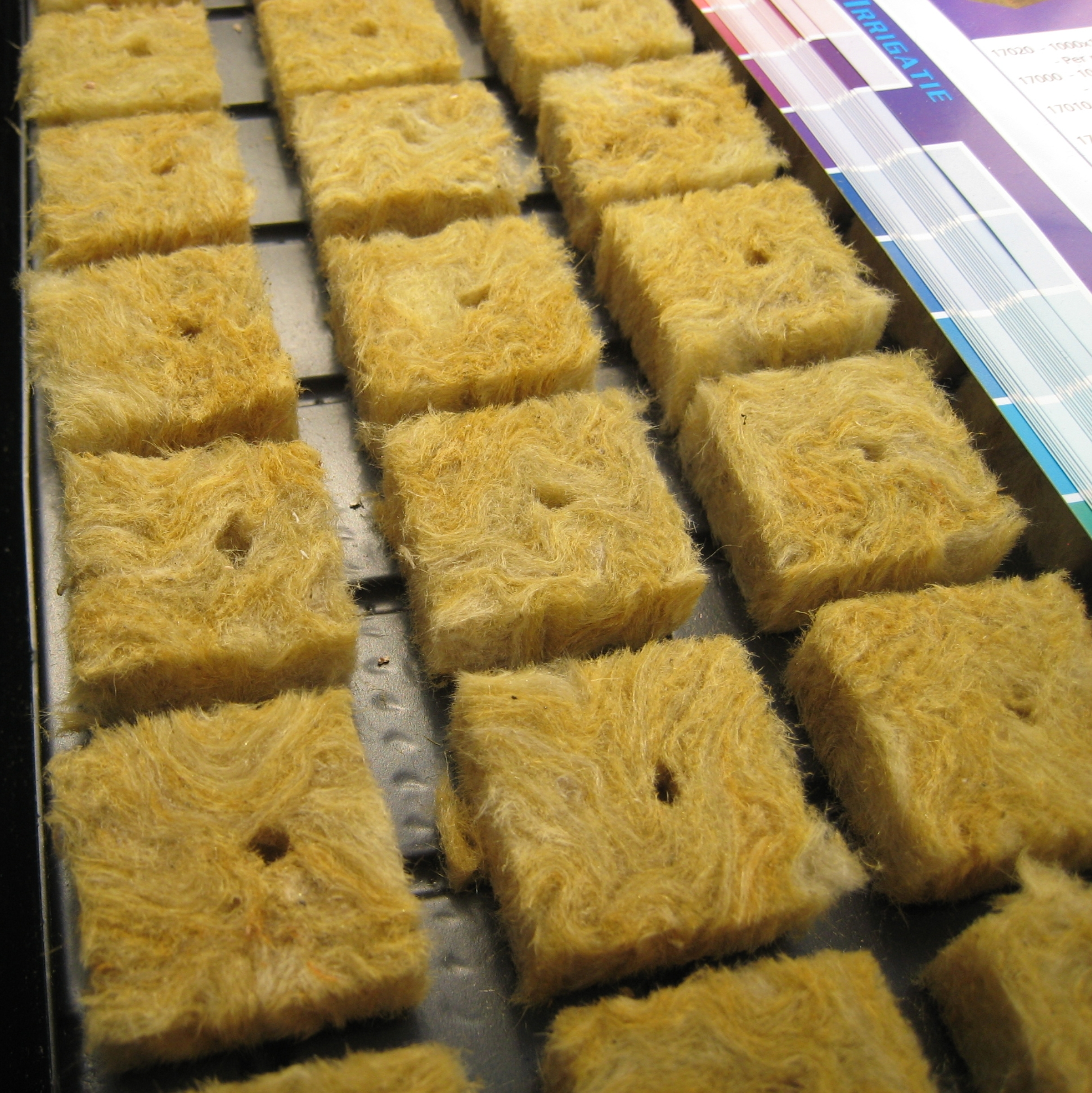
Cubos realizados en lana de piedra, los cuales son usados para el cultivo de plantas hidropónicas.

En biología un sustrato es la superficie en la que una planta o un animal vive, según la RAE https://dle.rae.es/sustrato. El sustrato puede incluir materiales bióticos o abióticos; orgánicos o minerales. Por ejemplo, las algas que viven incrustadas en una roca pueden ser el sustrato para otro animal que vive en la parte superior de las algas.

## Sustratos abióticos
- Sustrato de celulosa[1]
- Fibras minerales: Las lanas minerales, fibras minerales o fibras sintéticas o artificiales minerales, son hechos de fibras minerales naturales o sintéticas o de óxidos metálicos. Este último término se utiliza generalmente para referirse únicamente a los materiales sintéticos como la fibra de vidrio, fibras de cerámica y lana de roca o piedra. Las aplicaciones industriales de lana mineral incluyen el aislamiento térmico, filtrado, aislamiento acústico, y en la germinación de plántulas.

## Cultivos hidropónicos
Para el cultivo de plantas hidropónicas, los productos de lana mineral puede contener grandes cantidades de agua y el aire que ayuda al crecimiento de la raíz y a la absorción de nutrientes hidropónicos; su naturaleza fibrosa también proporciona una buena estructura mecánica para mantener la estabilidad de la planta. Debido al alto nivel de pH que poseen las lanas minerales, hace que inicialmente estas sean aptas para el crecimiento de plantas y requieren de un acondicionamiento para producir lana minerales con niveles de pH más estables.